# Челябинская Областная клиническая специализированная психоневрологическая больница № 1
Областная клиническая специализированная психоневрологическая больница № 1, г. Челябинск — государственное бюджетное учреждение здравоохранения,   оказывающее специализированную медицинскую помощь по профилю "психиатрия" в неотложной и плановой форме в стационарных и амбулаторных условиях  жителям Челябинска и Копейска, а также осуществляющее стационарное лечение детей и подростков  Челябинской области. Кроме того, ГБУЗ "ОКСПНБ №1" является судебно-психиатрической экспертной  организацией.

## История

### 1932—1966
В 1932 году в Челябинской городской больнице открылся психиатрический медицинский изолятор на 3-4 койки для беспокойных больных. Однако, размер его был недостаточным, а психиатрическую помощь оказывали невропатологи.
В 1937 году изолятор реорганизовли в психиатрическое отделение на 50 коек. С 1941 года оно — клиническая база кафедры психиатрии Киевского мединститута (зав. кафедрой Я. П. Фрумкин), находящегося в эвакуации. Заведующим отделением в 1937—1941 был Буренков Т. Ф., а в 1942—1944 — ассистент кафедры психиатрии Михаил Давыдович Бурнштейн.
В 1944 году отделение — база Челябинского медицинского института. Заведующие отделением в это время — профессор Смирнов Александр Александрович (1944—1946), потом — доцент Александрова Л. В. В отделении внедряют передовые на то время средства лечения: инсулинокоматозную терапию, ЭСТ, маляриятерапией, терапию пролонгированным сном и депривацией пищи. Последними двумя методами на овладевали врачи из других отделений больницы.
В 1943 году открывается областной психоневрологический диспансер со стационаром на 25 коек, отдельный от отделения. Его главврачом становится Буренков Т. Ф.
В 1952 открывается городской психоневрологический диспансер (главврач — Яковенко М. И.). В 1963 году он меняет расположение и становится базой кафедры психиатрии. Увеличивается до 100 количество коек. Главврачом становится Боровинских А. А. В 1953 на территории бывшего лагеря для немецких военнопленных открывается городская психоневрологическая больница на 300 коек. На её базу в 1955 переводится психиатрическое отделение городской больницы. Главные врачи: Поволоцкий М. Л., Власов Ю. П., Долгих С. И., Стенин О. П.

### Основание больницы. 1966—1974
В 1966 году открывается областная клиническая психоневрологическая больница на 600 коек, состоящая из 2-х лечебных корпусов (2-х и 3-х этажного), административного здания и лечебно-трудовых мастерских. 10 октября 1966 года туда переехали 3 психиатрических учреждения города: областной психоневрологический диспансер, городской психоневрологический диспансер и городская психоневрологическая больница.
Отделения областной клинической психоневрологической больницы состоянием на 1966 год:
1. Клиническое отделение для первично заболевших больных;
2. Мужское и женское отделение для беспокойных больных;
3. 4 отделения для больных с затяжными психозами;
4. Физиотерапевтическое отделение;
5. рентгеновский кабинет;
6. Кабинеты специалистов (стоматологический, гинекологический, терапевтический, неврологический, ЭКГ);
7. Приёмный покой;
8. Кафедра психиатрии.

Первый её главный врач — Стенин Олег Павлович (1966—1974 годы).
Решением Челябинского облисполкома «О мерах по улучшению медицинской помощи душевно больных Челябинской области» Челябинская Областная клиническая специализированная психоневрологическая больница № 1 была открыта 10 февраля 1967. Эта дата считается официальным днём её основания. Ёмкость её составляла 600 коек и она была дополнена следующими структурами:
1. Единым диспансерным отделением;
2. Оргметодотдел;
3. Филиал для лечения лиц, страдающих алкоголизмом. Последних лечили новаторским методом — 1-дневным методом лечения хронического алкоголизма (фармако-стрессовой и эмоционально-стрессовой терапией), предложенным заведующим отделением, Буренковым Т. Ф.[4].

Открываются новые отделения:
1. Судебно-психиатрической экспертизы;
2. Отделение функциональной диагностики;
3. Детское психиатрическое отделение;
4. Отделение неврозов;
5. Наркологическое отделение.

### Период с 1974 года
В 1974—1998 годах было построено 3 новых корпуса и расширен детский диспансер. Силами строителей из числа больных из ЛТП было построено хозрасчетный наркологический диспансер. В 1982 году административное здание было дополнительно достроено. В сентябре 1982 года в пристрое разместилось детское отделение, а в двухэтажном корпусе 60-х годов отделение для мальчиков и девочек младшего возраста. Оно стало базой для кафедры детской психиатрии Государственного института дальнейшего усовершенствования врачей. В 1982-1988 годах произошла масштабная реконструкция и были открыты следующие подразделения:
1. Отделение для больных с пограничными нервно-психическими расстройствами (здание с переходами сдано в 1988 году, в 2005  проведен частичный ремонт помещений)
2. Отделение для больных, нуждающихся в принудительных мерах медицинского характера;
3. Пищеблок;
4. Архив;
5. Лечебно-производственные мастерские;
6. База отдыха «Уют»;
7. Жилой дом для сотрудников больницы. (1983 год)

Главный врач — Мовчан Николай Григорьевич.
В 1998—2006 руководитель больницы — кандидат медицинских наук, доцент Занин Евгений Борисович. В этот период реорганизовали диспансерную службу, были открыты «Центр психического здоровья детей и подростков», детское отделение неврозов и пограничных состояний, гериатрические отделения, отделения открытого типа для участников боевых действий и контртеррористических операций, ликвидаторов аварии на ЧАЭС. В 1999 году была создана единственная в регионе лаборатория клинической психологии.
В 2007 году в больнице было проведено 4579 судебно-психиатрических экспертиз, из которых 1440 амбулаторных экспертиз в отношении лиц, находящихся под стражей и 144 в отношении арестованных. За 2008 год здесь было проведено 122375 экспертиз.
С 2006 г. по 2022 г. главный врач больницы - Косов Анатолий Михайлович, заслуженный врач Российской Федерации.
С 26.10.2022 г. по настоящее время главный врач больницы - Козлов Михаил Арьевич.
В декабре 2022 года во всероссийском конкурсе «За подвижничество в области душевного здоровья» им. Академика РАМН Т.Б. Дмитриевой больница получила диплом победителя в номинации «Психосоциальная реабилитация» за системность в работе по психосоциальной реабилитации.

## В 2023г состав ГБУЗ «Челябинская Областная клиническая специализированная психоневрологическая больница № 1» следующий:
Всего: 1000 коек
7 мужских общепсихиатрических отделений - 290 коек
4 женских общепсихиатрических отделений - 190 коек
3 общепсихиатрических отделения для обслуживания детского населения -135 коек
2 отделения первого психотического эпизода - 85 коек
2 соматопсихиатрических отделения (для пожилых людей) - 110 коек
2 отделения для принудительного лечения специализированного типа - 120 коек
2 психиатрических дневных стационара (г. Челябинск и г. Копейск) - 120 пациенто-мест
Общепсихиатрическое отделение (обсервационное) - 10 коек
Отделение неврозов и пограничных состояний для взрослых - 60 коек
Отделение амбулаторной судебно-психиатрической экспертизы
Приемное отделение
Диспансерное отделение психиатрической больницы для обслуживания взрослого населения №1
Диспансерное отделение психиатрической больницы №2 (г. Копейск)
Диспансерное отделение психиатрической больницы для обслуживания детского населения №3
Амбулаторное отделение платных медицинских услуг
2 кабинета медико-психологической помощи (г. Челябинск и г. Копейск)
2 кабинета активного диспансерного наблюдения и проведения амбулаторного принудительного лечения (г. Челябинск и г. Копейск)
Лечебно-диагностическое отделение
Физиотерапевтическое отделение
Лечебно-производственные мастерские при психиатрическом дневном стационаре (г. Челябинск)
Отделение «Телефон доверия»
Лаборатория клинической лабораторной диагностики
Бактериологическая лаборатория
Лаборатория клинической психологии
Аптека
Наркологический кабинет (г. Копейск)
Кафедра психиатрии ФГБОУ ВО ЮУГМУ Минздрава России